# Језеру (Калараш)
Језеру (рум. Iezeru) насеље је у Румунији у округу Калараш у општини Жегалија. Oпштина се налази на надморској висини од 22 m.

## Становништво
Према подацима из 2002. године у насељу је живело 1044 становника, од којих су сви румунске националности.